# Bathyfauvelia
Bathyfauvelia är ett släkte av ringmaskar som beskrevs av Pettibone 1976. Bathyfauvelia ingår i familjen Polynoidae.
Kladogram enligt Catalogue of Life och Dyntaxa:
| Bathyfauvelia | \| \| Bathyfauvelia affinis \| \| \| \| \| \| Bathyfauvelia grandelytris \| \| \| \| |
|               | \| \| Bathyfauvelia affinis \| \| \| \| \| \| Bathyfauvelia grandelytris \| \| \| \| |
|               | Bathyfauvelia affinis                                                                |
|               |                                                                                      |
|               | Bathyfauvelia grandelytris                                                           |
|               |                                                                                      |